# Jítravský vrch
Jítravský vrch (651 m n. m., německy Schwamberg) je vrch v okrese Liberec Libereckého kraje. Leží asi 1,5 km vsv. od vsi Jítrava, zčásti na příslušném katastrálním území, s vrcholem však na území obce Bílý Kostel nad Nisou. Vrch je součástí Přírodního parku Ještěd.

## Popis
Vrch je tvořen amfibolity a granátickými amfibolity a byl vytvořený vulkanickou činností v prekambriu.
Na severozápadním svahu je výrazný skalní útvar zvaný Havran. Dále na SZ terén prudce klesá do Jítravského sedla (424 m n. m.). Na opačné jihovýchodní straně navazuje hora Vápenný (790 m n. m.) se stejnojmennou přírodní rezervací, která poblíž společného sedla zabírá i jižní svahy Jítravského vrchu. Vrch je převážně zalesněný, a to jehličnatými, listnatými i smíšenými porosty.

## Geomorfologické zařazení
Vrch náleží do celku Ještědsko-kozákovský hřbet, podcelku Ještědský hřbet, okrsku Kryštofovy hřbety, podokrsku Vápenný hřbet a části Havranský hřbet.

## Přístup
Automobilem lze nejblíže přijet do Jítravy. Po jihozápadním svahu vede červená turistická značka z Jítravského sedla na Vápenný. Na rozcestí Vápenný – lom navazuje žlutá značka na severovýchod k hradní zřícenině Roimund. Dále na sever křižuje žlutá s modrou značkou.